# Brooke Borg
Brooke Borg, auch bekannt als Brooke, (* 27. Oktober 1992 in Mġarr) ist eine maltesische Popsängerin und Songwriterin. Sie trat mehrmals bei der maltesischen Vorentscheidung für den Eurovision Song Contest an.

## Leben
Brooke Borg wuchs mit ihrem älteren Bruder Brandon in Malta auf, über den sie ihren Weg zur Musik fand. Schon früh war sie an Gesang, Schauspiel und Musik interessiert. Sie erhielt als Kind Ballett- und Jazztanz-Unterricht sowie Gesangsunterricht, dann auch Klavierunterricht. Mit ihrem Bruder war sie seit ihrem vierten Lebensjahr auch in One TV-Fernsehsendungen Kikki Riki, Hip Hip Hurrey, Waw sowie in den PBS-Sendungen Bum Bum il-bieb und Kidz Kwizz aufgetreten. Auf dem maltesischen Sender One TV durfte sie schon als Sechsjährige die Sendung Little Ones moderieren. Seit ihrer Kindheit nahm sie an mehreren Shows und Musikwettbewerben teil, zunächst in Malta und in Italien, später auch international.
Bereits im Jahre 2003 nahm Brooke mit ihrem Bruder am maltesischen Vorentscheid für den Junior Eurovision Song Contest 2003 teil.
Ende 2004 gründete sie mit ihren Freunden Alana Paola Bondin, Anthea Dimech, Zoe Camilleri und Bernice Parnis die Tanzgruppe Glitz, die sie bei ihrem Auftritt mit Maz-Zifna tat-Tfal 2005 beim maltesischen Jugendgesangswettbewerb L-Għanja tal-Poplu – Żgħażagħ begleitete. Die Musik zu dem von ihrem Bruder geschriebenen Gewinnertitel komponierte Doreen Cardinali.
Als 17-Jährige ging sie nach London, wo sie Gesangsunterricht bei Joshua Alamu nahm. In ihrer Londoner Zeit sang sie unter anderem im Half Moon in Putney, beim O2 Academy-Festival, im indigO2, im Proud Camden und im Ronnie Scott’s. Mit Tony Maiello sang sie 2010 den Song Echo auf mehreren Veranstaltungen. Joshua Alamu produzierte mit ihr unter anderem auch 2012 in Los Angeles das Musikvideo für ihren Song Fairytale, der im maltesischen Hörfunk lief und die Top 10 der maltesischen Singlecharts erreichte. In Los Angeles sang sie auch im bekannten Musik- und Nacht-Club Troubadour.
Nach ihrer Rückkehr nach Malta gewann sie 2013 die Malta Music Awards in der Kategorie „Bester Solokünstler“.
Brooke Borg bewarb sich erstmals beim Malta Eurovision Song Contest 2016 für den ESC. Mit ihrem Song Golden qualifizierte sie sich für das Finale, wo sie mit 58 Punkten zweite hinter Ira Losco wurde.
Im nächsten Jahr nahm sie mit Unstoppable am Malta Eurovision Song Contest 2017 teil und wurde mit 2000 Punkten Vierte bei der Veranstaltung, aus der Claudia Faniello als Siegerin hervorging.
Einen dritten Versuch wagte sie 2018 beim Malta Eurovision Song Contest 2018, wo sie mit Heart of Gold mit 84 Punkten Platz drei beim Sieg von Christabelle Borg erreichte.